# Station Adisham
Adisham is een station van National Rail in Canterbury in Engeland. Het station is eigendom van Network Rail en wordt beheerd door Southeastern. Het station is geopend in 1861. 